# (9397) Lombardi
Pour les articles homonymes, voir Lombardi.
(9397) Lombardi est un astéroïde de la ceinture principale.

## Description
(9397) Lombardi est un astéroïde de la ceinture principale de notre système solaire. Il fut découvert le 6 septembre 1994 à Stroncone par l'Observatoire astronomique Santa Lucia de Stroncone. Il présente une orbite caractérisée par un demi-grand axe de 2,52 UA, une excentricité de 0,15 et une inclinaison de 3,2° par rapport à l'écliptique.